# Стара-Гадка
Стара-Гадка (пол.  Stara Gadka) — село в Польше, входит в гмину Жгув Восточно-Лодзинского повята Лодзинского воеводства. Село располагается в 3 км. от Жгува и в 12 км. от Лодзи.

## История
Первые упоминания о селе Стара-Гадка относятся к 1398 году.

## Достопримечательности
- На улице Чарторыйского находится военное кладбище, на котором захоронены немецкие военнослужащие, погибшие во время I и II мировых войн. В 70-х года XX столетия на это кладбище были перенесены останки советских солдат, ранее похороненных в парке Свободы в городе Пабьянице.

## Транспорт
Село входит в систему автобусного сообщения Лодзинской городской коммуникации (линии 50, 50А, 93).

## Источник
- Adam Świć: Gmina Brójce: mapa turystyczno-krajoznawcza. Starowa Góra: Wydawnictwo Eko-Dent Anna Świć, 2006. ISBN 8392342410.